# XChat
L'XChat és un dels  clients IRC més populars de la família de sistemes Unix. També està disponible per Microsoft Windows i Mac OS X (a través del projecte XChat Aqua, que es manté sincronitzat amb la branca principal de desenvolupament i que és molt més popular que la versió oficial mantinguda pel projecte Fink). Pots escollir entre una interfície de pestanyes o d'arbre; a més suporta la connexió a diversos servidors simultanis i és molt configurable. Hi ha tant la versió per la línia d'ordres com la versió gràfica, encara que l'ús de la versió gràfica supera al de la versió de la línia d'ordres. Està sota la Llicència Pública General de GNU i usa el grup d'eines GTK+ per crear la interfície gràfica.

## Connectors
L'XChat permet la creació de connectors o plugins en força llenguatges de programació: Perl, Python, Tcl i Ruby, els quals estan disponibles com a plugins externs i contenen una interfície modular binaria, normalment pel llenguatge C.
Els plugins són capaços d'intervenir en un nombre elevat de tipus d'esdeveniments:
- Esdeveniments del servidor com el NOTICE o codis numèrics definits al RFC 1459 com ara el 376 pel final del motd.
- Esdeveniments d'ordres com el mycmd que permeten afegir noves ordres (executeu-ho al diàleg d'entrada amb /command arg1, arg2, ...) o reemplaçant ordres internes com ara el say, l'ordre que s'executa implícitament quan l'usuari envia un missatge
- Esdeveniments d'impressió llistats al diàleg "Esdeveniments de text".
- Esdeveniments de fora de temps per ser cridats cada n mil·lisegons
- Sockets o descriptor de fitxer

En el cas dels plugins d'esdeveniments de servidor, ordre, o impressió es pot especificar si es vol o no que substitueixin una funcionalitat existent.

## Controvèrsia amb el programari de prova
Al 23 d'agost de 2004 el binari oficial per a Windows de l'XChat va esdevenir programari de prova o "shareware" i va passar a ser de pagament després dels 30 dies de prova. Hi ha hagut molta discussió sobre la legalitat d'aquest moviment. Com que l'XChat no requereix l'assignació del copyright, el mantenidor d'aquest no té el copyright de la totalitat del codi font. Ell s'ha ofert a reescriure i eliminar el codi dels pedaços proveïts pels desenvolupadors que ho demanin, n'hi ha que pensen que ell encara està violant la llicència GPL, especialment ja que el codi de la versió de prova no es revela. Hi ha binaris no-oficials per Windows de l'XChat Arxivat 2006-12-05 a Wayback Machine. (gratuïts) fets per contribuïdors, que els mantenen a l'última versió o compilen sovint del CVS.